# Pablo Lafuente

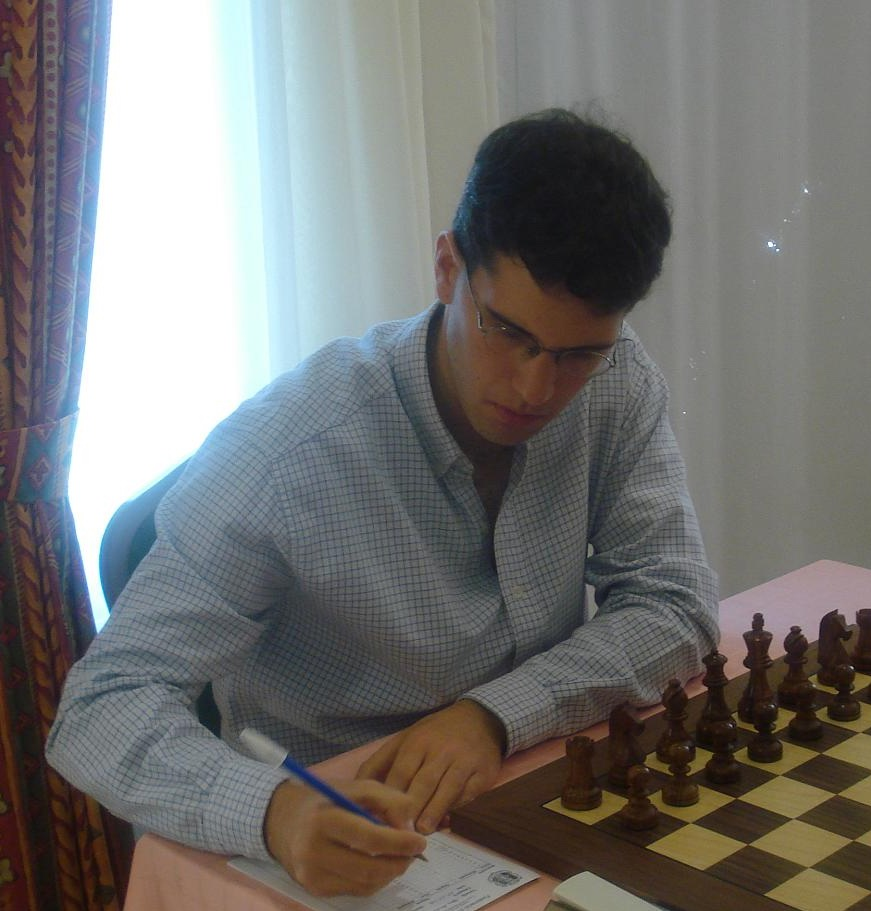
Pablo Lafuente, 2008

Pablo Lafuente (20 febr. 1985) is een Argentijns schaker met een FIDE-rating van 2435 in 2005 en rating 2550 in 2016. Hij is, sinds 2008, een grootmeester (GM).
In 2004 won Lafuente het Mar del Plata schaaktoernooi.
In september 2005 speelde hij mee in het toernooi om het kampioenschap van Argentinië en eindigde hij met 5 punten uit 9 ronden op de vijfde plaats.
In 2008 won hij het Obert internacional d'escacs de Sants, Hostafrancs i la Bordeta dat werd gespeeld in Cotxeres de Sants, Barcelona.
In 2010 won hij het Neckar Open toernooi.

## Externe koppelingen
- (en)   Informatie over schaakpartijen van Pablo Lafuente op ChessGames.com
- (en)   Informatie over schaakpartijen van Pablo Lafuente op 365chess.com
- (en)  FIDE-ratinggegevens voor Pablo Lafuente